# 10 mm Auto

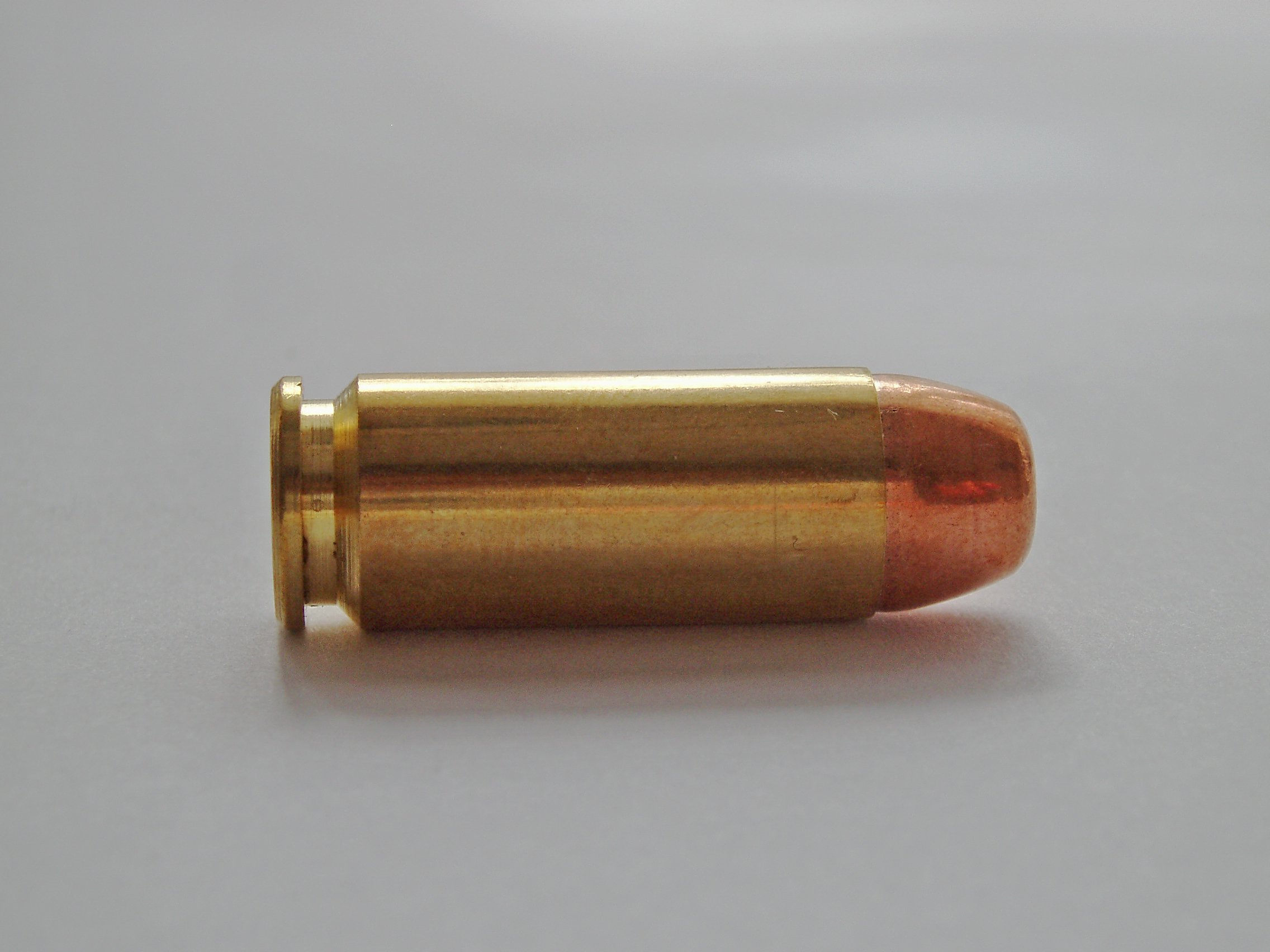
Celoplášťová střela 10 mm Auto

10mm Auto je americký pistolový náboj vyvinutý Jeffem Cooperem a představený roku 1983.
Cílem návrhu byla potřeba určitého výkonnostního kompromisu mezi náboji .38 Super Auto a .45 ACP. Společně se zavedením tohoto náboje byla zavedena i pistole na něj komorovaná, Bren Ten od firmy Dornaus and Dixon. Sériová výroba tohoto náboje byla zahájena firmou Norma ve Švédsku.

## Synonyma
- 10 mm Bren Ten
- 10 mm Automatic
- 10x25 mm

## Zbraně
Několik zbraní v ráži 10 mm Auto:
- Bren Ten
- Glock 20
- Para Elite LS Hunter
- STI Perfect 10
- Colt Delta Elite